# Michael Ortega
Michael Javier Ortega Dieppa (* 6. April 1991 in Palmar de Varela) ist ein kolumbianischer Fußballspieler.

## Karriere

### Verein
Michael Ortega spielte in der Jugend bei Deportivo Cali und begann dort ab Januar 2009 auch seine Profikarriere und nahm an der Copa Sudamericana 2009 teil. Ein Jahr später wechselte er nach Mexiko zu Atlas Guadalajara.
Zur Saison 2011/12 wurde Michael Ortega bis Ende Juni 2012 an Bayer 04 Leverkusen ausgeliehen. Er gab am 18. Februar 2012 im Spiel gegen den FC Augsburg sein Debüt, als er in der 80. Spielminute für Renato Augusto eingewechselt wurde. Nach der Saison kehrte Ortega zunächst zu seinem Stammverein zurück, wurde dann aber am 6. August 2012 erneut für die Saison 2012/13 ausgeliehen, um sich eine Kaufoption zu sichern. Einen Tag später wurde er an den Zweitligisten VfL Bochum weiterverliehen.

### Nationalmannschaft
Michael Ortega nahm mit der kolumbianischen U-20 an der U-20-Südamerikameisterschaft 2011 teil, als Kolumbien in der Finalrunde den sechsten und letzten Rang belegte. Wenige Monate später gehörte er auch bei der U-20-Weltmeisterschaft 2011 in Kolumbien zum Aufgebot, als das Team vor heimischem Publikum im Viertelfinale gegen Mexiko ausschied.